# Friedrich Wilhelm Malotki von Trzebiatowski
Friedrich Wilhelm von Malotki von Trzebiatowski (* 9. Oktober 1790 in Prenzlau; † 9. Juni 1867 in Berlin) war ein preußischer Generalmajor.

## Leben
Er war Angehöriger des pommerschen Adelsgeschlechts von Malotki. Seine Eltern waren Johann Friedrich Malotki von Trzebiatowski († 1794) und dessen Ehefrau Sophie Friederike Tugendreich, geborene von Münchow († 1803). Am 2. Januar 1827 heiratete er Marie Luise Hildebrand (1800–1835) aus Berlin. Aus der Ehe gingen fünf Kinder hervor. Der Landrat des Kreises Wiedenbrück, Johann Friedrich Malotki von Trzebiatowsky war sein Bruder.
1802 besuchte Malotki die Kadettenanstalt Kulm, 1805, bereits seit einem Jahr Unteroffizier, wechselte er zur Kadettenanstalt Berlin, begann dann 1810 seine Laufbahn in der Preußischen Armee 1804 als Portepeefähnrich im Infanterieregiment „von Rütz“. Ab 1806 diente er im 2. Infanterie-Regiment (1. Pommersches), 1811 wurde er zum Sekondeleutnant befördert, nahm anschließend am Russlandfeldzug sowie an den Befreiungskriegen teil. 1815 folgten Stationen beim Generalstab IV. und im 2. Department des Kriegsministerium. 1816 Beförderung zum Premierleutnant, dann 1819 Kapitän im Generalstab der 6. Division, 1822 schließlich wurde er Direktor der dortigen Divisionsschule.
1825 wurde er zum 8. Infanterie-Regiment, selben Jahres noch zum 20. Infanterie-Regiment abkommandiert. 1832 war er Direktor der Divisionsschule der 8. Division, 1833 dann Kommandeur des Füsilierbataillons seines Regiments. 1841 wurde er zum Oberstleutnant befördert. 1843 war Malotki dann Kommandeur des 17. Infanterie-Regiments, 1844 des 26. Infanterie-Regiments. 1851 wurde Malotki unter Verleihung des Charakters als Generalmajor mit Pension verabschiedet.
Malotki war Mitglied der Freimaurerloge Zu den drei Degen in Halle (Salle).